# Instituto de Física Enrique Gaviola
El Instituto de Física Enrique Gaviola (IFEG) es un centro argentino de investigación y desarrollo dedicado a la física. Su filiación es de doble dependencia entre la Universidad Nacional de Córdoba y CONICET.

## Historia
El centro de investigación comenzó a funcionar en 2007 bajo el nombre Instituto de Física de la Facultad de Matemática, Astronomía y Física (IFFAMAF). Su primer director fue el Dr. Héctor Bertorello. Al año siguiente el instituto recibió su primer presupuesto, incorporó una secretaria administrativa y llamó a elecciones para conformar el Consejo Directivo. En su primera reunión el CD decide renombrar al centro como Instituto de Física Enrique Gaviola (IFEG).
A fines de 2009 asume el primer director elegido por concurso, el Dr. Horacio M. Pastawski quien nombra al Dr. Oscar Reula como vicedirector. Durante su gestión se incorporaron nuevas líneas de investigación en nanociencia y energías renovables, microscopía, física médica y neurociencias.

## Líneas de investigación
Las líneas del instituto son:
- Biofísica y Biomatemática
- Ciencia de Materiales
- Desarrollo Electrónico e Instrumental
- Espectroscopía Atómica y Nuclear
- Física Aplicada a la Medicina
- Física Cuántica
- Física de la Atmósfera
- Física Estadística y Sistemas Dinámicos
- Laboratorio de Energías Sustentables
- Materia Blanda y Activa
- Relatividad y Gravitación
- Resonancia Magnética y Cuadrupolar Nuclear

## Laboratorios
Los laboratorios que conforman el instituto son:
- Laboratorio de Energías Sustentables (LaES)
- Laboratorio Nacional de Investigación y Servicios de Resonancia Magnética en Sólidos (LaNAIS)
- Laboratorio de Microscopía Electrónica y Análisis por Rayos X (LaMARX)
- Laboratorio de Desarrollo Electrónico e Instrumental
- Laboratorio de Ciencia de Materiales
- Laboratorio de Física de la Atmósfera
- Laboratorio de Relaxometría y Técnicas Especiales (LaRTE)

## Autoridades
Las autoridades del instituto son:
- Director: Carlos Condat
- Vicedirectora: Paula Bercoff

- Consejo Directivo: Rodrigo Bürgesser, Sergio Cannas, Gustavo Dotti, Luis Fabietti, Omar Osenda, Rubén Mutal y Gonzalo Rodríguez